# Salem (commune)
Pour les articles homonymes, voir Salem.
La commune de Salem est une commune suédoise du comté de Stockholm. Environ 16 800 personnes y vivent (2020). Son unique localité est Tumba qui se trouve majoritairement dans la commune de Botkyrka. Il n'y a donc pas à proprement parler de chef-lieu dans la commune de Salem. La commune est donc de facto son propre chef-lieu.

## Localité
- Salem (13 606 hab.)